# North Fair Oaks (Kalifornija)
North Fair Oaks je naseljeno područje za statističke svrhe u američkoj saveznoj državi Kalifornija. Prema popisu stanovništva iz 2010. u njemu je živjelo 14.687 stanovnika.